# Аргунський округ

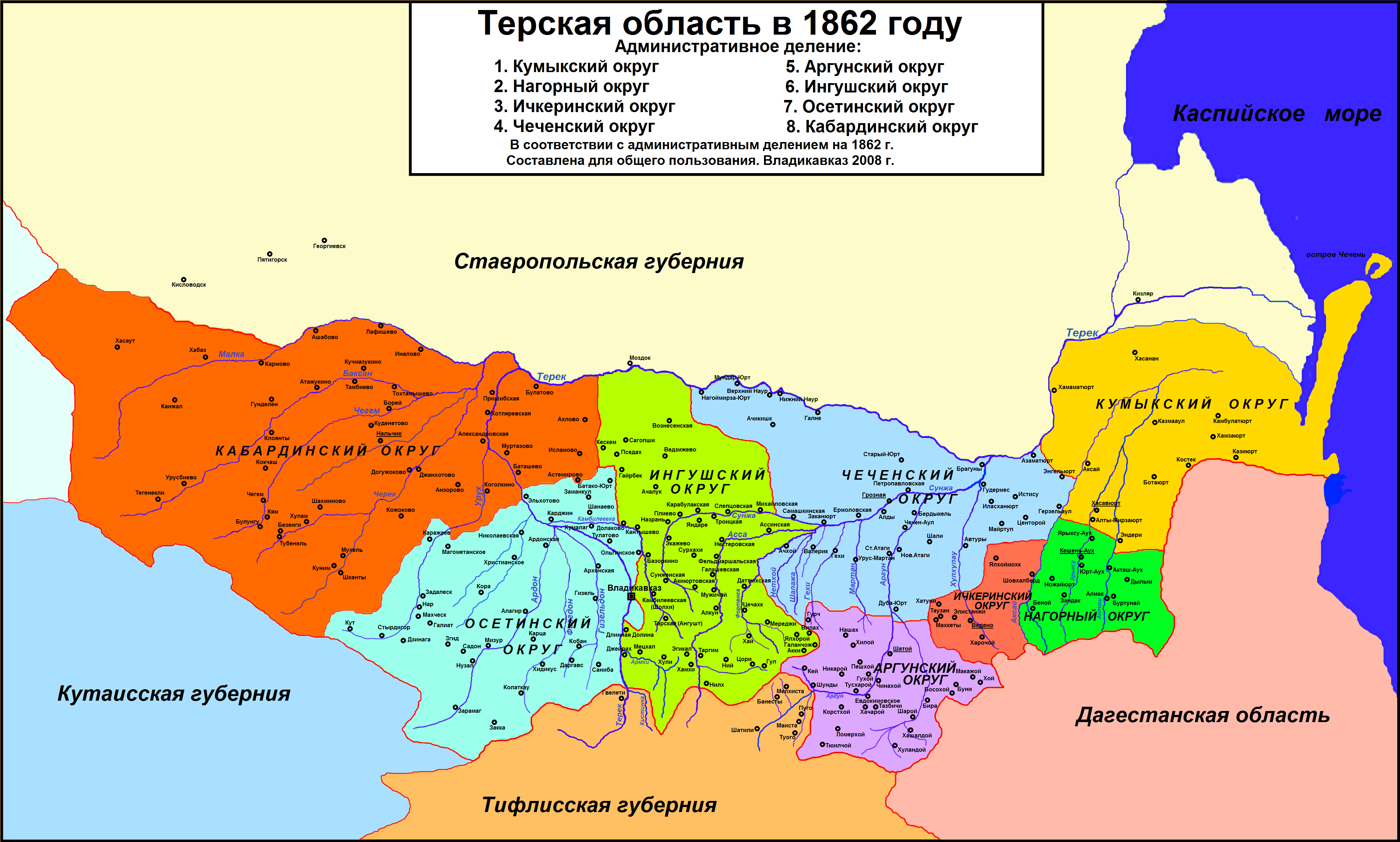
Аргунський округ (фіолетовий колір) у складі Терської області у 1862 році

Аргунський округ — адміністративно-територіальна одиниця Терської області Російської імперії, що існувала в 1860—1888 роках.

## Географічне розташування
Розташовувався в східній частині Північного Кавказу в районі басейну рік Аргун, Шароаргун, Хуландойахк і Керіго, охоплював територію сучасної південної частини Чечні.
Межі: на півночі з Чеченським округом, на південному сході з Дагестанською областю, на північному сході з Ічкеринським округом, на заході з Інгуським округом, на півдні з Тифліською губернією.

## Історія
Утворений у 1860 році. У 1860 році вся територія Північного Кавказу була поділена на Ставропольську губернію, Кубанську, Терську та Дагестанську області. Терська область складалася з 8 округів: Кабардинського, Осетинського, Інгуського, Аргунського, Чеченського, Ічкеринського, Нагорного та Кумицького.
Адміністративним центром Аргунського округу було зміцнення при аулі Шатой.
В 1888 Аргунський округ разом з Веденським і Чеченським округами був об'єднаний в один Грозненський округ.

## Населення
Основне населення округу складали гірські чеченці. За даними на 1870 в окрузі проживало 21985 осіб. Був населений спільнотами — Шатойю, Хілдехархой, Пешхой, Терлой, Чинхой, Чабарлой, Чантій, Шарой, Хачарой. У 1866 році територія вайнахських субетносів Мереджой та Аккі була відокремлена від Інгуського округу та передана до складу Аргунського округу.
Населення округу швидко зростало і на час включення його до складу Грозненського округу в 1888 році, в ньому проживало 36 288 осіб. За віросповіданням мусульмани-суніти. В окрузі було 2 школи і 50 мечетей.

## Адміністративний поділ
Аргунський округ складався з 4 наїбств (ділянок):
- Чантинське — центр Ітум-Кале (Євдокимівське). Населення на 1868 — 9794 осіб.[4]
- Шатоєвське — центр укр. Шатой. Населення на 1868 — 4929 чол.
- Чеберлоєвське — центр Чеберлой. Населення на 1868 — 4677 осіб.
- Шароєвське — центр Шарой. Населення на 1868—2696 осіб.